# Бородино (Вязниковский район)
Бородино — деревня в Вязниковском районе Владимирской области России, входит в состав Паустовского сельского поселения.

## География
Деревня расположена в 3 км на юг от центра поселения деревни Паустово и в 19 км на юг от города Вязники.

## История
В конце XIX — начале XX века деревня входила в составе Ждановской волости Вязниковского уезда, с 1926 года — в составе Никологорской волости. В 1859 году в деревне числилось 17 дворов, в 1905 году — 15 дворов, в 1926 году — 21 дворов.
С 1929 года деревня входила в состав Успенского сельсовета Вязниковского района, с 1940 года — в составе Паустовского сельсовета, с 1965 года — в составе Октябрьского сельсовета, с 2005 года — в составе Паустовского сельского поселения.

## Население
| 1859 | 1905 | 1926 | 2002 | 2010 | 2021 |
| ---- | ---- | ---- | ---- | ---- | ---- |
| 115  | ↗139 | ↘119 | ↘22  | ↘14  | ↘5   |